# Sertorianischer Krieg
Baetis – Lauron – Valentia – Italica – Sucro – Saguntum – Osca
Der Sertorianische Krieg war ein Bürgerkrieg, der von 82 bis 72 v. Chr. zwischen den letzten Resten einer Fraktion römischer Rebellen unter Quintus Sertorius und der von Sulla kontrollierten Regierung in Rom geführt wurde. Bedingt wurde der Sertorianische Krieg durch den Konflikt zwischen Marius und Sulla. Er wurde in Nordafrika und in der römischen Provinz Hispania, einem Teil der heutigen iberischen Halbinsel, geführt und gehört der Periode der Römischen Bürgerkriege an. Die Sertorianer, ehemals Unterstützer von Marius, bildeten dabei eine Koalition, die aus ehemaligen Legionen des Marius und verschiedenen Stämmen der iberischen Halbinsel, vornehmlich den Lusitanern, bestand.
Im Konflikt setzte Sertorius erfolgreich auf Guerillataktik, bis er schließlich durch seinen eigenen Verbündeten Marcus Perperna (bei griechischen Autoren oft Perpenna) ermordet wurde und dieser kurz darauf von einer römischen Armee unter Gnaeus Pompeius Magnus besiegt wurde.

## Hintergrund
Während des Bürgerkriegs von 87–84 v. Chr. kämpfte Quintus Sertorius für die Fraktion des Marius gegen Sulla, mit welcher er sich jedoch noch während des Krieges zerstritt, woraufhin er im Jahr 83 v. Chr. als Statthalter auf die Iberische Halbinsel geschickt wurde, wo er erfolgreich die Stämme Hispaniens an sich band und die Provinz stärkte. Jedoch verlor die Fraktion rund um Marius, an welche sich Sertorius immer noch gebunden fühlte, den Krieg gegen Sulla in Italien, worauf Sulla 82 v. Chr. eine Armee unter Gaius Annius entsandte, die Sertorius von der iberischen Halbinsel vertreiben sollte. Sertorius entsandte seinerseits ein Kontingent unter seinem Offizier Iulius Salinator, um die Pyrenäenpässe zu blockieren.

## Vertreibung aus Iberien
Anfangs war Salinator erfolgreich und schaffte es, die Pyrenäenpässe zu blockieren. Salinator wurde jedoch bald darauf ermordet, woraufhin es Annius gelang, die Berge zu überqueren. Da Sertorius zahlenmäßig unterlegen war, zog er sich nach Carthago Nova zurück, von wo aus er mit 3000 Mann in See stach. Mehrmals versuchte er in Spanien und auf den Balearen zu landen, wurde aber zurückgeschlagen. Schließlich gelang es ihm in Mauretanien zu landen, wo er den dortigen Pro-Sulla Machthaber vertrieb und sich mit den Lusitanern, einem iberischen Stamm, der sich wahrscheinlich auf Sertorius’ Seite schlug, da dieser in seiner Zeit als Provinzgouverneur mehr Autonomie gewährt hatte als das Sulla Regime, verbündete. Das nächste Jahr verbrachte Sertorius damit, neue Legionen auszuheben und seine Rückkehr nach Hispanien zu planen.

## Rückkehr und Verteidigung von Iberien
Um 80 v. Chr. landete Sertorius schließlich erneut in Iberien und schlug eine Armee unter Lucius Fufidus in der Schlacht am Fluss Baetis, wonach er begann, mit Hilfe der Lusitaner die Kontrolle über Hispania wiederzuerlangen. Seinem Offizier Lucius Hirtuleius gelang es im Norden der iberischen Halbinsel kleinere feindliche Kontingente aus Gallien zurückzuwerfen. Zeitgleich wurde von Rom eine Armee unter Quintus Caecilius Metellus Pius entsandt, um Sertorius endgültig zu besiegen.
Metellus, der Erfahrung aus dem Jugurthinischen Krieg hatte, bemerkte schnell, dass er Sertorius nicht auf normalem Wege besiegen konnte, und begann ab 79. v. Chr. damit, sich ebenfalls um die lokalen Stämme zu bemühen und eine ähnliche Taktik wie Sertorius zu verfolgen, welche vielleicht gegen einen unterlegenen Gegner funktioniert hätte. Sertorius genoss große Popularität bei den Einheimischen, mit deren Unterstützung er ständig Hinterhalte auf Patrouillen, Plünderungen oder Angriffe auf Metellus' Versorgungslinien verübte. Eine Armee unter Lucius Manlius, dem Statthalter von Gallia Transalpina, bestehend aus drei Legionen versuchte Metellus zu verstärken, wurde jedoch bei Ilerda von Hirtuleius geschlagen.
Im Jahre 78. v. Chr. versuchte Metellus Langobriga nahe Lissabon einzunehmen, was ihm jedoch nicht gelang, da Sertorius die Taktik der verbrannten Erde einsetzte, woraufhin Metellus gezwungen war, sich zurückzuziehen. In einem Hinterhalt verlor Metellus im selben Jahr noch eine Legion, während Sulla in Rom verstarb und seine Fraktion ohne klaren Anführer zurückließ.
Im darauffolgenden Jahr zog Metellus sich hinter den Baetis zurück, wohl auch weil es in Italien zu einer erneuten Revolte unter dem Kommando von Marcus Aemilius Lepidus kam, welcher versuchte, Sullas´ Reformen rückgängig zu machen. Sertorius nutze die geschwächte Position seines Gegners nicht aus, sondern verbrachte das Jahr damit, verschiedene Stämme zu unterwerfen, welche noch nicht auf seiner Seite standen.

## Ankunft von Pompeius
Die anhaltende Bedrohung durch Sertorius zwang die Regierung in Rom zu drastischen Maßnahmen, sie vereinbarte, dass der neue Gouverneur von Hispania Citerior einen prokonsularischen Befehl erhalten und mit einer beträchtlichen Armee ausgesandt werden sollte, um Metellus' Kampf gegen Sertorius und seine Rebellen zu unterstützen. 76 v. Chr. akzeptierte der Senat einen Vorschlag von Lucius Marcius Philippus, seinen Schwiegersohn Gnaeus Pompeius Magnus im Namen der Konsuln zu entsenden. Pompeius rekrutierte eine Armee aus sechs Legionen und marschierte nach Hispania.

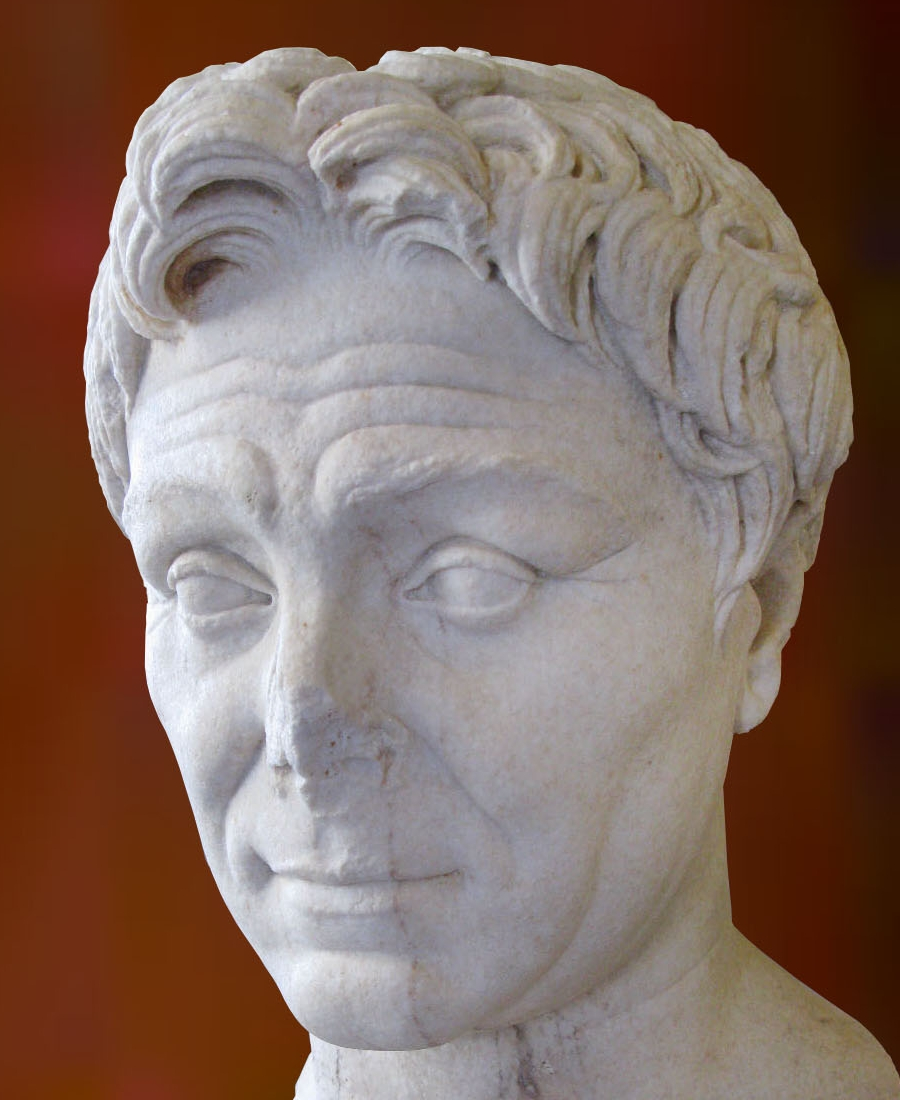
Büste von Pompeius im Louvre.

Im selben Jahr wurde Sertorius von fünf Legionen unter Marcus Perperna verstärkt, der Teil der gescheiterten Revolte vom Vorjahr war, sich jedoch nur unter Druck seiner meuternden Legionen Sertorius anschloss. Mit dieser Verstärkung konnte Sertorius nun wagen, eine größere Offensive zu starten und mehr offene Feldschlachten zu riskieren, was auch das Ziel von Pompeius war. Dieser wollte Sertorius nämlich zu einer Entscheidungsschlacht zwingen und den Krieg schnellstmöglich beenden. Das erste Ziel der Offensive von Sertorius war die Stadt Lauron, um Pompeius, der im Norden die Pyrenäen überquert hatte, von Metellus im Süden zu trennen.

### Schlacht von Lauron
Sertorius kam zuerst in Lauron an und begann, die Stadt zu belagern. Pompeius war sehr selbstbewusst und siegessicher und baute bei seiner Ankunft sein Lager in der Nähe von Sertorius, um Sertorius in die Schlacht zu zwingen. Sertorius erkannte Pompeius überhöhtes Selbstbewusstsein als Chance, diesen zu besiegen.

“Pompeius freute sich über den Verlauf der Dinge, denn er stellte seine Armee nun so auf, dass Sertorius, wie er glaubte, zwischen Stadt und Armee gefangen war. Also schickte Pompeius einen Boten zu den Leuten von Lauron. Er lud sie ein, zu feiern und ihre Plätze entlang der Stadtmauer einzunehmen, um zu sehen, wie Sertorius es genoss, belagert zu werden. Sertorius wurde davon erzählt und fand es sehr amüsant. Sullas Schüler sollte eine weitere Lektion erhalten – diesmal von Sertorius selbst.”

Durch ständige Störung und Überfälle auf Pompeius’ Versorgungslinien zwang er diese dazu, kohortenweise in abgelegenere Gebiete zu ziehen, um dort Proviant zu beschaffen. In der Nacht gelang es Sertorius dann, mehrere ermüdete Legionen, beladen mit Proviant, in einen Hinterhalt zu locken und zu vernichten. Pompeius verlor ein Drittel seiner Armee.

### Schlachten von Valentia und Italica
Zu Beginn des Jahres 75 v. Chr. besiegte Pompeius die Legaten des Sertorius, Perperna und Herennius, in einer Schlacht bei Valentia. Perperna und Herrenius machten den Fehler, sich auf eine Schlacht einzulassen, anscheinend hatten sie den Eindruck, den immer noch zahlenmäßig überlegenen Pompeius in einer offenen Schlacht besiegen zu können. Herennius fiel in der Schlacht, Valentia wurde gestürmt und geplündert. Sertorius, der gegen Metellus ziehen wollte, musste nun stattdessen nach Osten eilen, um die Situation wiederherzustellen, und ließ Hirtuleius gegen Metellus zurück.
Metellus besiegte Hirtuleius prompt in einer Schlacht in der Nähe der römischen Kolonie Italica. Hirtuleius stellte kurz nach Morgengrauen seine Armee auf und marschierte auf Metellus' Lager. Metellus hatte beobachtet, dass Hirtuleius seine stärksten Einheiten in der Mitte seiner Schlachtlinie aufgestellt hatte. Als der Kampf begann, hielt Metellus seine eigene Mitte zurück und konzentrierte sich darauf, an den Flanken zu gewinnen. Nachdem er die Flanken seines Gegners besiegt hatte, kesselte er das Zentrum von Hirtuleius ein. Hirtuleius verlor 20.000 Mann bei Italica und floh nach Norden, um sich seinem Kommandanten Sertorius anzuschließen, der gegen Pompeius kämpfte. Metellus verfolgte ihn, um Sertorius nun von zwei Seiten unter Druck zu setzen.

### Schlachten von Sucro und Saguntum
Als Sertorius von Hirtuleius' Niederlage und dem Verlust seiner Armee bei Italica hörte, beschloss er Pompeius zu besiegen, bevor Metellus aus dem Westen eintreffen würde. Pompeius beschloss, nicht auf Metellus zu warten. Sie kämpften eine Feldschlacht am Fluss Sucro, und obwohl Sertorius den linken Flügel der Armee von Pompeius besiegte und ihn zwang vom Schlachtfeld zu fliehen, wurde sein anderer Flügel von Pompeius Legaten Lucius Afranius besiegt, sodass sich die Armee Pompeius in guter Ordnung zurückziehen konnte. Für Sertorius war der Weg nun jedoch frei und als die Nachricht von Metellus bevorstehender Ankunft kam, marschierte Sertorius landeinwärts, Pompeius und Metellus verfolgten ihn. Nahe Saguntum holten sie Sertorius ein. Die Schlacht endete ohne klaren Sieger, Sertorius erlitt jedoch schwere Verluste und zog sich weiter zurück. Schließlich gelang es Sertorius seine Verfolger abzuschütteln. Sertorius sah Sucro als verpasste Möglichkeit, den Krieg zu entscheiden und Pompeius zu vernichten.
Das Jahr 74 v. Chr. war meist ergebnislos, Pompeius versuchte vergeblich, Palentia zu belagern, während es Sertorius gelang, bei Calagurris dreitausend Pompeianer zu überraschen und zu schlagen. Frustriert schrieb Pompeius einen Brief an den Senat in Rom, indem er drohte, sich vollends zurückzuziehen, sollte nicht sofort Verstärkung und Geld aus Rom eintreffen.

## Ermordung von Sertorius und Ende des Krieges
Im Jahre 73 v. Chr. gab es eine wachsende Spaltung zwischen den römischen und iberischen Elementen der sertorianischen Koalition. Metellus hatte jedem, der Sertorius verraten würde, eine Belohnung von hundert Silbertalenten und zwanzigtausend Morgen Land angeboten. Dies führte dazu, dass Sertorius seiner römischen Leibwache nicht mehr traute und er diese gegen eine iberische tauschte, was bei den Römern und Italienern im sertorianischen Lager Unverständnis hervorrief. Sertorius sollte jedoch Recht behalten, denn jetzt begann eine Gruppe von Römern, seine Ermordung zu planen. Sie wollten Sertorius loswerden, der immer unberechenbarer und paranoider wurde.
Im nächsten Jahr lud Perperna Sertorius zu einem Bankett ein und ließ ihn von seinen Mitverschwörern beim Essen ermorden.

“Als das Trinken in vollem Gange war, begingen die Gäste, die Anlass zum Streit suchten, sich offen in ausschweifender Sprache und gaben vor, viele Unanständigkeiten in der Hoffnung, Sertorius zu verärgern. Er, entweder weil er sich über ihr unordentliches Verhalten ärgerte, oder weil er durch die Kühnheit ihres Redens und ihre ungewohnte Verachtung seiner Wünsche ihre Absicht erkannt hatte, änderte seine Haltung auf dem Lager und warf sich auf den Rücken, als ob er sie weder hörte noch sah. Als Perpenna, einen Becher Wein fallen ließ, was ihr Signal war, schlug Antonius, der über Sertorius lag, mit seinem Schwert. Er fiel auf seine Brust und ergriff seine beiden Hände, so dass er sich nicht einmal verteidigen konnte und er starb an den Schlägen vieler.”

Perperna, der jetzt das Kommando über einen Großteil von Sertorius Männern hatte, brauchte nun einen schnellen Sieg, um seine Legionen zufriedenzustellen und seine Autorität durchzusetzen. Pompeius war sich dessen bewusst und legte einen Hinterhalt.

### Schlacht von Osca
Pompeius lockte Perpernas Armee mit zehn Kohorten als Köder in seinen Hinterhalt. Er ließ zu, dass diese über ein weites Gebiet verstreut angegriffen wurden, und als sie flohen, zogen sie Perpernas Armee in den Hinterhalt. Als Pompeius angriff, drehten sich auch die zehn Kohorten um und griffen ihre Verfolger von vorne an. Perpernas Armee wurde fast vollständig vernichtet, die Verschwörer und Perperna gefangen genommen, hingerichtet und die Überreste der Sertorianern in den folgenden Monaten besiegt.

## Folgen
Durch den Sieg Roms bei Osca war der Bürgerkrieg vollständig beendet. Viele Legionen und Offiziere von Sertorius stellten sich freiwillig erneut in die Dienste der Republik, die iberischen Stämme, welche mit Sertorius verbündet waren, hatten bereits zumeist nach dessen Tod Frieden mit Pompeius geschlossen, der nach seinem Sieg nach Rom zurückkehrte. Metellus wurde später zum Pontifex Maximus gewählt.
Die Sicherung der Loyalität vieler Stämme gegenüber Rom war wegweisend für die Zukunft, in welcher Hispania für lange Zeit zu einer Kernprovinz des Römischen Reiches wurde. Erst durch die Vandalen brach wieder Unruhe aus.